# Grand Hotel Riviera
Il Grand Hotel Riviera è un edificio storico di Pola.

## Storia
Il palazzo venne eretto tra il 1908 e il 1909 secondo il progetto dell'architetto austriaco Carl Seidl.

## Descrizione
L'edificio presenta uno stile di transizione tra lo storicismo neobarocco e l'Art nouveau.